# Petroc
Petroc (nom derivat de Pere; en còrnic: Petrek, anglès: Petrock, gal·lès: Pedrog, bretó: Pereg, llatí: Petrocus i francès: Perreux) o Patrocs (mort el 564) és un sant cristià cèltic del segle vi. Havia nascut a Gal·les, però va exercir el ministeri entre els britons de Dumnònia, als actuals comtats de Devon (Dewnans), Cornualla (Kernow), i parts de Somerset (Gwlas an Hav) i Dorset. També va predicar a la Bretanya.

## Biografia
Era el fill petit del rei Glywys de Glywysing (actualment Glamorgan) i germà de Sant Gwynllyw; va ser oncle de Sant Cadoc. Va estudiar a Irlanda, on es diu que va ésser mestre de Sant Kevin.

L'anomenada Bandera de Sant Petroc, avui bandera de Devon
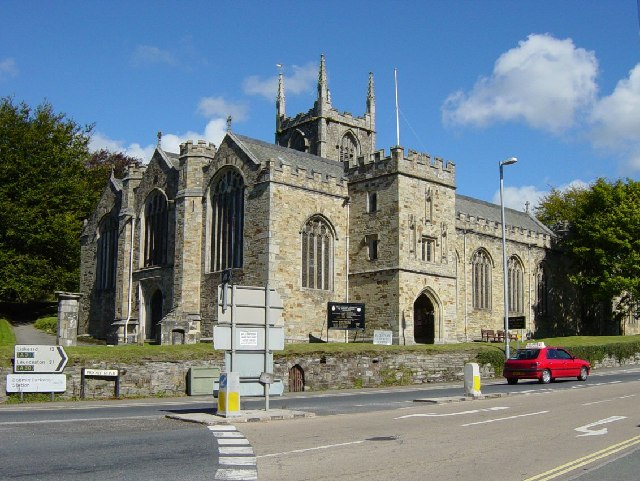
Església de Saint Petroc a Bodmin

## Viatges
Després dels seus estudis, va començar la seva missió a Cornualla, on fundà monestirs a Padstow i Bosvenegh (Bodmin). Padstow, que porta el seu nom (Pedroc-Stowe, o "Lloc de Petrock"), sembla haver-ne estat el centre d'operacions durant algun temps. Va deixar el monestir de Llanwethinoc, on era abat, per a viure com a eremita als boscos de Nanceventon. Hi va convertir el rei Constantí de Dumnonia al cristianisme. Hi ha constància del seu pas al llarg de tot Cornualla, on va trobar l'ermità Sant Guron amb qui, amb el suport del rei Constantí, va fundar l'abadia de Bothmena (actual Bodmin). Després de trenta anys, va fer un pelegrinatge a Roma passant per Bretanya, on va predicar.
Al seu retorn, va passar per Devon, on moltes esglésies de fundació antiga li estan dedicades (unes disset, entre elles Petrockstowe i Newton St Petroc, mentre que a Cornualla n'hi ha cinc), la majoria a la costa, la qual cosa testimonia que el trajecte el va fer en vaixell. Va fundar l'església de Saint Petrox i Llandebrog.

## Llegendes
Va renunciar al tron del seu regne per la vida religiosa. En tornar d'Irlanda, després de vint anys d'estudis, va desembarcar a Padstow, on va trobar un ermità a qui demanà aigua per a beure. L'ermità va dir que la busqués ell mateix: amb tres cops del seu bastó a terra, va fer sorgir una font. El bisbe Wethenoc de Padstow va oferir-li un estatge, on va viure durant trenta anys fins a fer el pelegrinatge a Roma.
Avisat per un àngel que havia de tornar a Cornualla, en fer-ho va trobar una terrible serp que el rei Teudar de Penwith feia servir per a matar els seus enemics; amb l'ajut de Sant Wethnoc i Sant Samsó, va derrotar-la. Va sanar un drac que va esperar durant molts dies a la porta de la cel·la de Petroc, fins que aquest li tragué una espina de l'ull. Agraït, el drac va deixar la regió per no fer-hi mal.
La llegenda parla d'imaginaris viatges de Petroc a l'Índia. En arribar-hi va fer-se pastor i, essent amb un ramat a la platja, va veure una gran plàtera brillant que surava a l'aigua; hi pujà i la plàtera el conduí fins a una illa, on va estar-s'hi set anys pregant. En tornar amb la plàtera a la platja, va trobar que un llop li havia estat vigilant el ramat. A partir de llavors, el llop l'acompanyà sempre més.
Quan estava retirat com a ermità, va trobar un cérvol que fugia d'un caçador. El sant el va protegir, cobrint-lo amb la seva capa i paralitzant el braç del caçador, que va convertir-se a recuperar la mobilitat i era el rei Constantí de Dumnonia.

## Veneració
El sant és venerat als països cèltics, especialment Cornualla, Gal·les i Bretanya. La iconografia el mostra acompanyat d'un cérvol o un llop. Se'n celebra la festa el 4 de juny. El seu principal santuari va ser l'església de Sant Petroc a Bodmin, antiga abadia de Bothmena i actual parròquia anglicana. En 1177, un monjo bretó va robar-ne les relíquies i les va portar a l'abadia de Saint Meen (a Bretanya, a Saint-Méen-le-Grand), d'on van tornar poc després a Bodmin per a desaparèixer-ne durant la Reforma anglicana. El reliquiari, un bell cofre d'ivori que, havent-se perdut, va trobar-se el segle xviii, s'exposa a l'església. El 1970 va ser exposat al Museu Britànic, on va estar uns anys fins al retorn a l'església. En 1994 va ser robat i, poc després, es recuperà. Avui torna a ser a la parròquia de Bodmin.
Amb Sant Piran i Sant Miquel Arcàngel, és un dels sants patrons de Cornualla.